# 石原道博
石原道博（1910年—2010年5月30日），是一位日本歷史學者。茨城大學名譽教授。

## 生平
東京文理科大學畢業。二戰後，先後擔任茨城大學助理教授、教授。1976年退休。
他將「魏志倭人傳」從中文翻譯至日語，並加上注釋。
2010年5月30日，因為身體衰老而以99歲之齡逝世。

## 著作
- 鄭成功 三省堂 1942 （東洋文化叢刊）
- 東亞史襍攷 生活社 1944
- 明末清初日本乞師の研究 富山房 1945
- 國姓爺 吉川弘文館 1959 （人物叢書）
- 朱舜水 吉川弘文館 1961 （人物叢書）
- 文禄・慶長の役 塙選書 1963
- 倭寇 吉川弘文館 1964 （日本歴史叢書）
- 米壽記念石原道博選集 國書刊行會 1998.10

## 翻譯
- 魏志倭人傳、後漢書倭傳、宋書倭國傳、隋書倭國傳 和田清共編譯 岩波文庫 1951 之後單獨
- 舊唐書倭國日本傳、宋史日本傳、元史日本傳 和田清共編譯 岩波文庫 1956 之後單獨
- 譯註中国正史日本傳 國書刊行會 1975